# St. Michael (Tübingen)

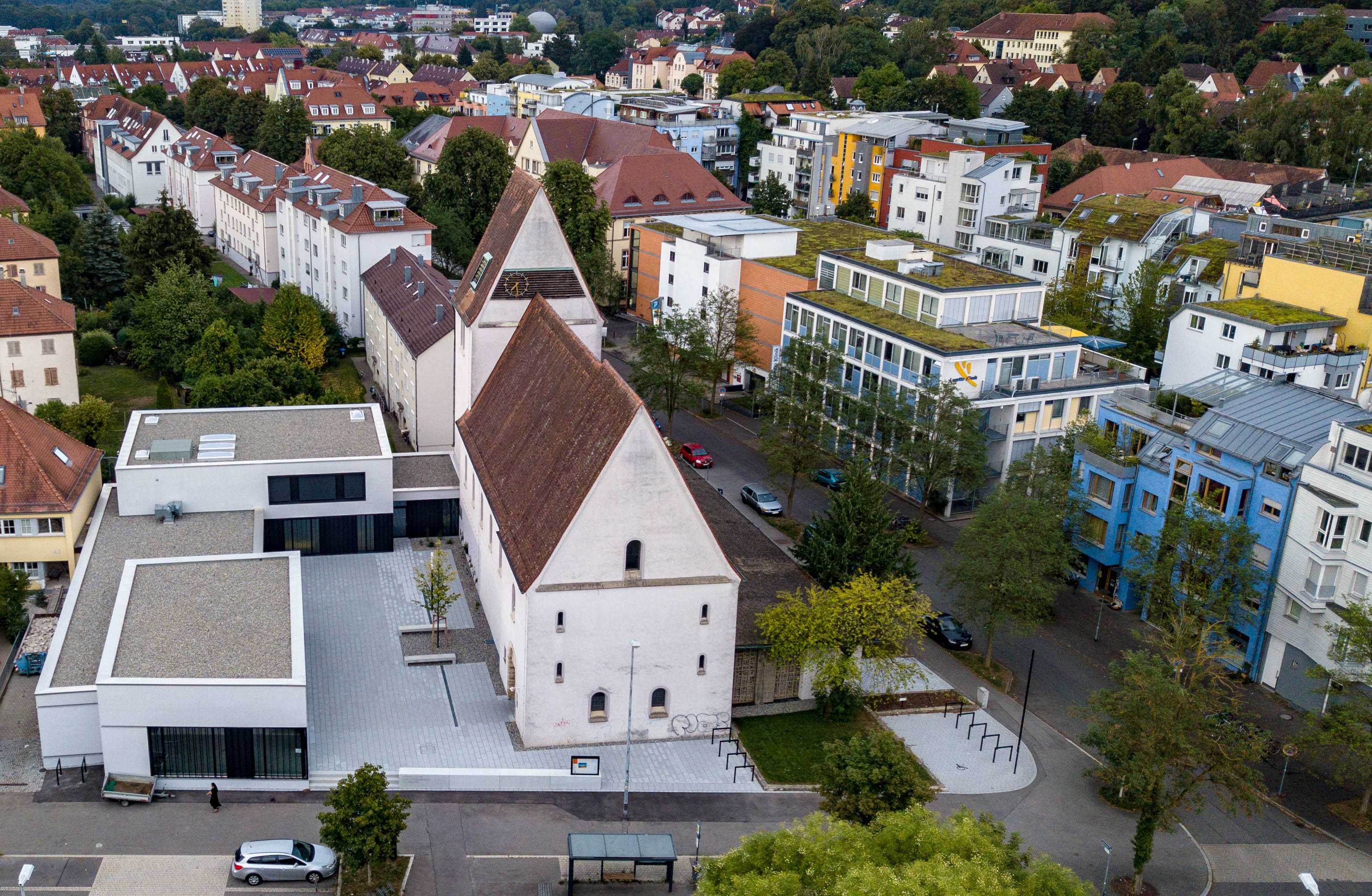
Katholische Kirche und Gemeindezentrum

Die römisch-katholische Pfarrkirche St. Michael in Tübingen wurde von 1947 bis 1949 vom Stuttgarter Architekten Ernst Barth erbaut.

## Baugeschichte
Nicht allein wegen ihrer Lage war St. Michael schon immer eine „Randgemeinde“, sondern auch wegen ihrer Aufgabe, neuzugezogene Katholiken im protestantisch geprägten Tübingen aufzunehmen und zu integrieren. So plante Architekt Ernst Barth zwischen 1935 und 1937 im Auftrag der Kirchengemeinde St. Johannes einen Kirchenneubau für die Tübinger Südstadt. Wegen des Bauverbots der Nationalsozialisten für alle nicht kriegswichtigen Gebäude kam es jedoch nicht mehr zum Baubeginn. Von den bereits gesammelten Spendengeldern konnte eine Orgel erworben werden. Nach Kriegsende wurden die Baupläne erneut aufgegriffen. Architekt Barth entwarf 1947 eine Kirche mit Chorturm mit 350 Sitzplätzen für die damals rund 1700 Katholiken im Tübinger Süden.
Am 6. November 1949 weihte Bischof Carl Joseph Leiprecht die neu gebaute Kirche. Vikar Hugo Rathgeb betreute von St. Johannes aus die Gemeinde, die durch den Zuzugrömisch-katholischer Vertriebener rasch wuchs.

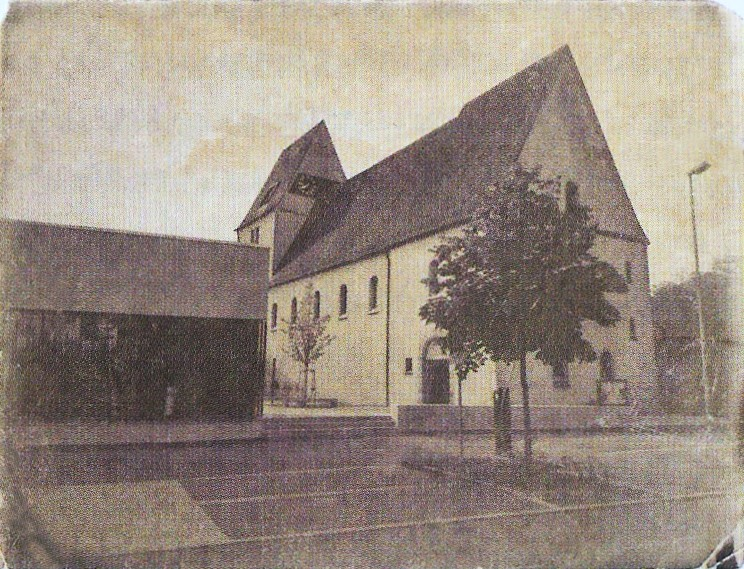
Um 1950

In den ersten zehn Jahren ihres Bestehens war die Zahl der Mitglieder der Kirchengemeinde auf das Doppelte angewachsen. Damit erwies sich der Kirchenraum sehr schnell als zu klein, zumal auch die französische Garnison ihren Sonntagsgottesdienst dort feierte.
Architekt Helmut Basten aus Tübingen wurde mit der Planung einer Erweiterung beauftragt: das südliche Seitenschiff wurde angebaut.
Neben dem Kirchenbau war die Mithilfe bei der Beseitigung der Wohnungsnot eine zentrale Aufgabe in der ersten Hälfte der 1950er Jahre. So beschäftigte auch die Gemeinde St. Michael schon bald ein zweites Projekt: der Bau eines Wohnheims für Flüchtlingsstudenten auf der Nordseite der Kirche. Dazu wurde eine Baracke für einen Kindergarten errichtet. Das Studentenwohnheim wurde 1952 bezogen und im Jahr darauf vom Orden der Sorelle della Misericordia in Verona übernommen, der sich damit in Tübingen, in der Heimatstadt seines Gründers Carlo Steeb niederließ und im Lauf der Zeit zur zweiten Säule der Kirchengemeinde wurde. Als Carlo-Steeb-Heim führen die Schwestern das Heim weiter. 1954 errichteten sie einen Anbau zur Aufnahme einer Kindertagesstätte mit Kindergarten, Kindertagesheim und Kinderhort. 1964 wurde diese Einrichtung vergrößert.
1965 und 1966 wurde ein Gemeindezentrum und eine Pfarrerwohnung angebaut.
Die liturgischen Orte in der Kirche wurden in der umfassenden Innen- und Außenrenovierung 1987/88 nach den Beschlüssen des Zweiten Vatikanischen Konzils neu gestaltet; während der Renovierungszeit feierte die Gemeinde ihre Gottesdienste in der evangelischen Eberhardskirche.